# Arutjun Kivirjai
Arutjun Arutjunovič Kivirjai (in russo: Арутюн Арутюнович Кивирян; Majkop, 23 agosto 1993) è un cosmonauta russo.  Nel 2021 è stato selezionato come cosmonauta del Gruppo 18 di Roscosmos.